# オーデンヴァルトシューレ
オーデンヴァルトシューレ (Die Odenwaldschule) は、ドイツヘッセン州ヘッペンハイム郊外にある私立の寄宿制の中等教育学校。

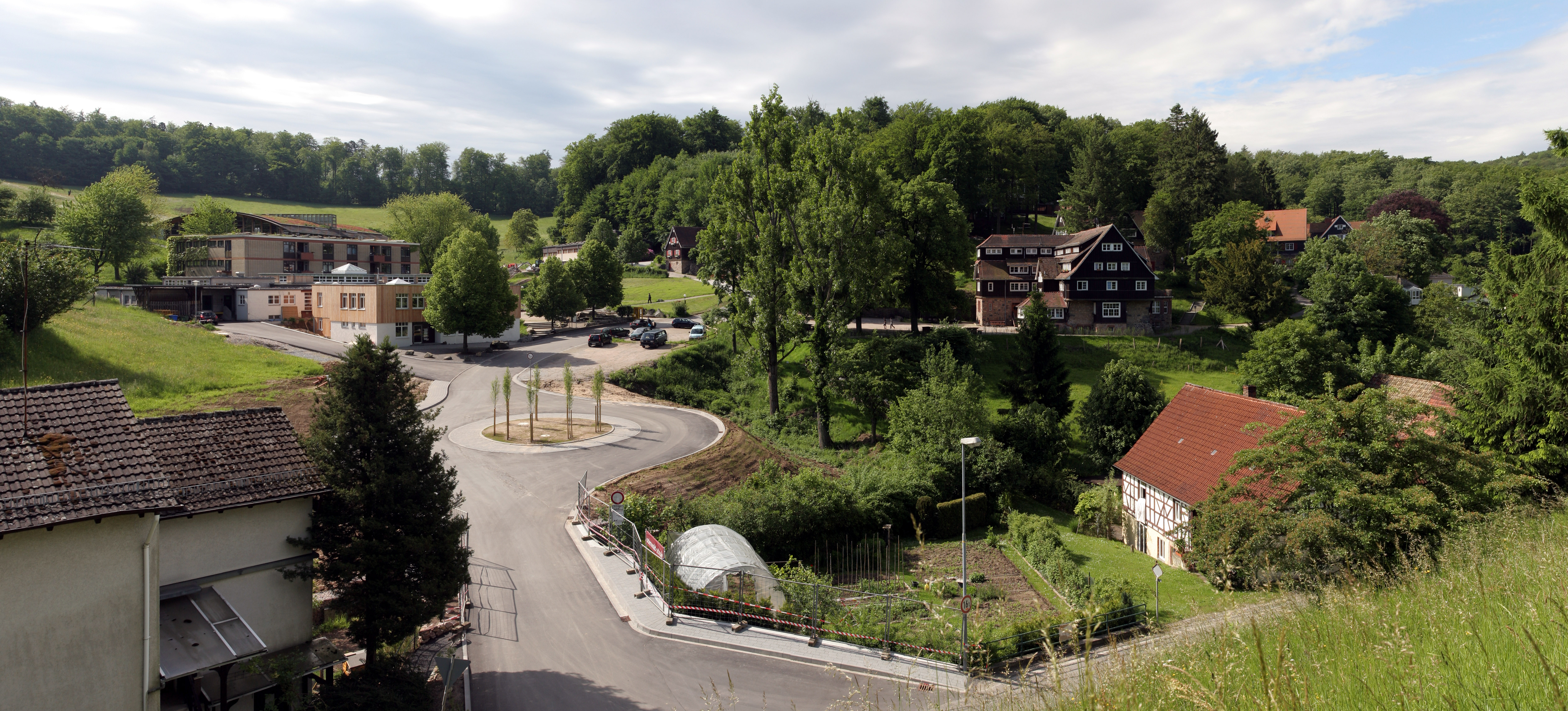
オーデンヴァルトシューレ

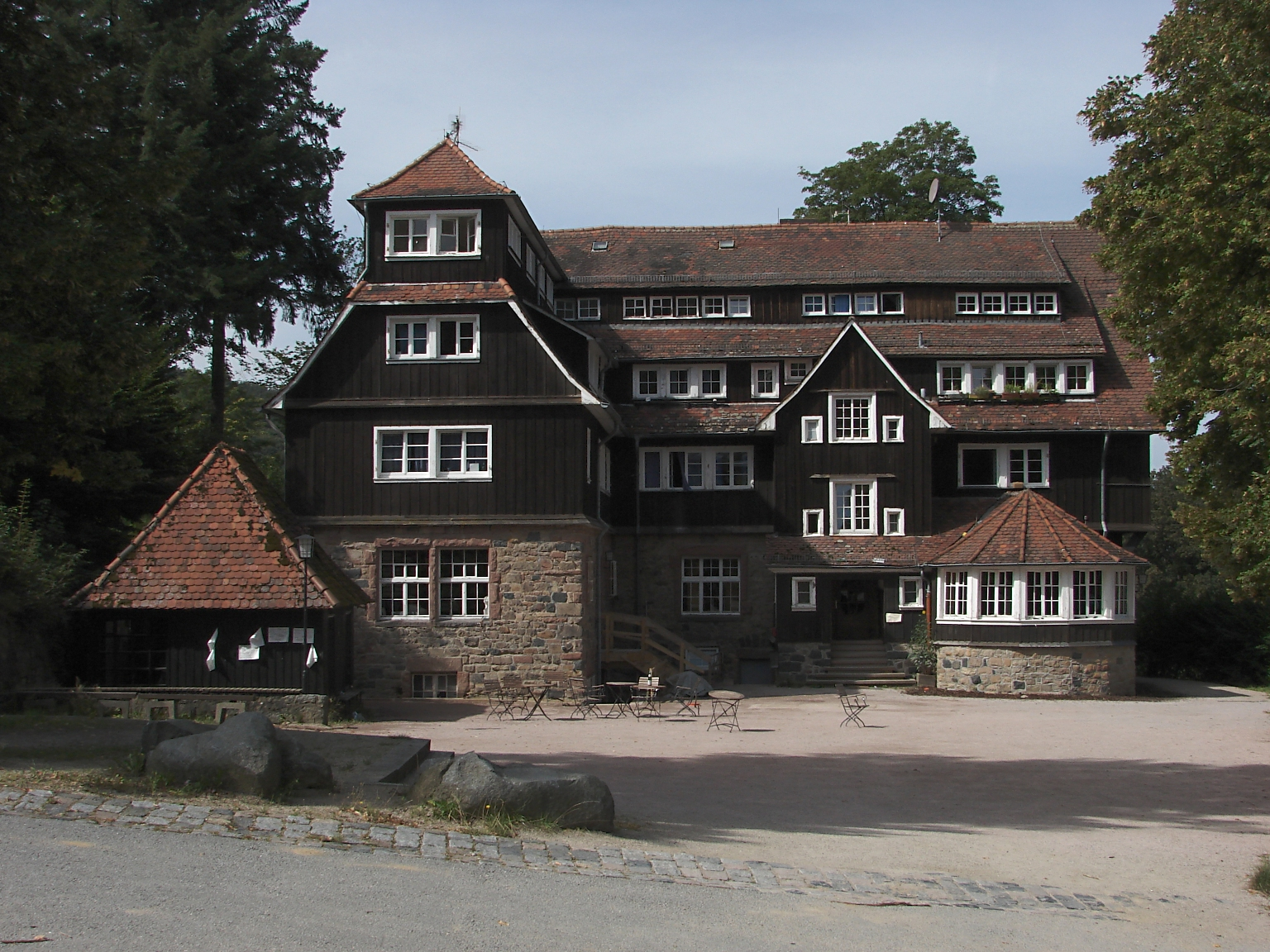
ゲーテハウス

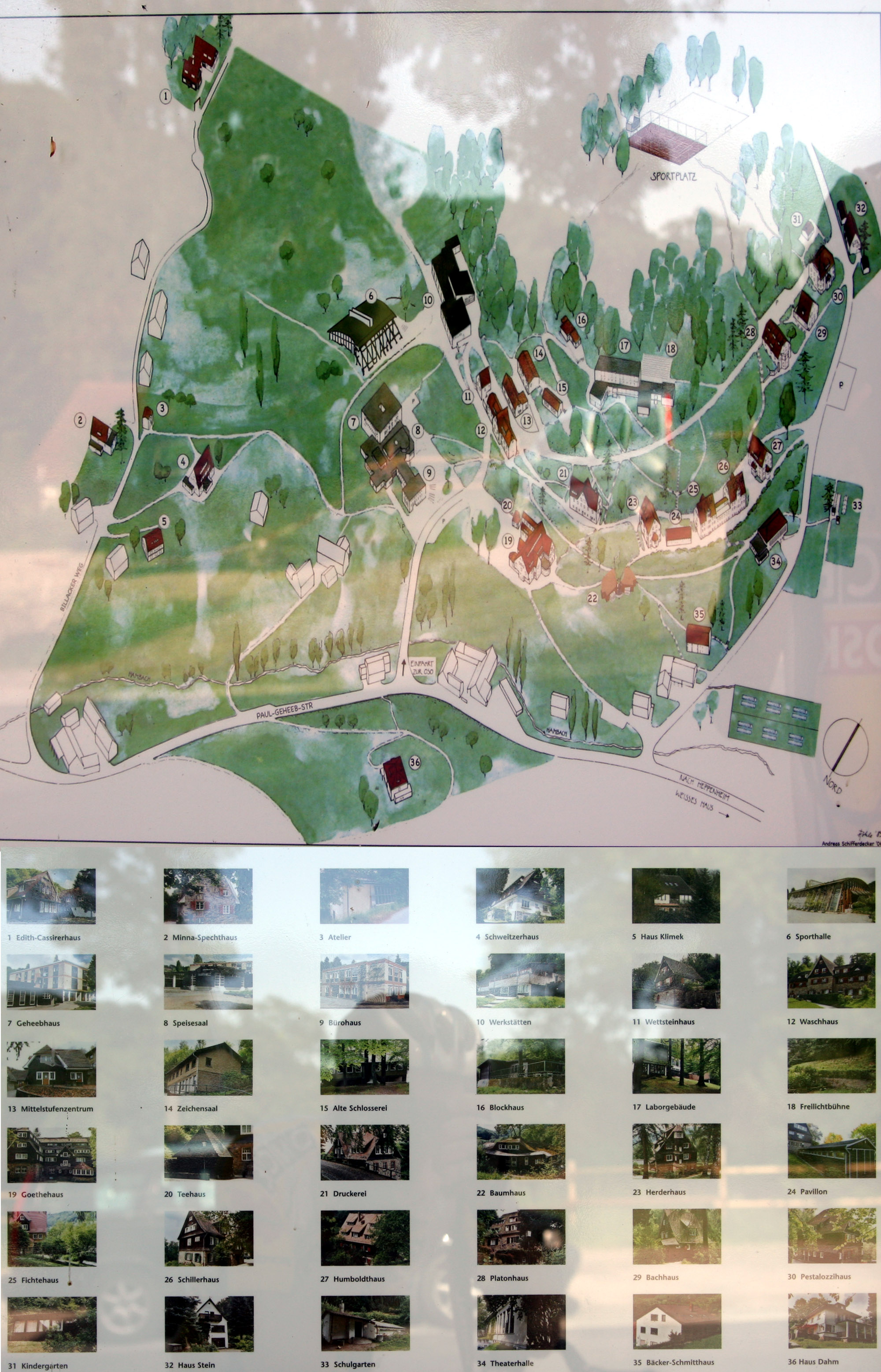
オーデンヴァルトシューレのキャンパスマップ

## 概要
1910年パウル・ゲヘープとエディス・ゲヘープにより創設された。ドイツでは田園教育塾と呼称されるタイプの学校の最も著名なもののひとつ。2010年、学校は1970年代から1980年代にかけて校長であったゲロルト・ベッカーが当時複数の生徒に度重なる性的虐待を加えていたことが露見し、厳しい社会からの非難に晒された。

## 歴史
オーデンヴァルトシューレは、20世紀初頭の改革教育運動とのつながりの中で誕生した。この学校の教育理念は、当初、労作学校（独: Arbeitsschule、労働学校とも）の基本目標から採って来られ、具現化した施策として、例えばコースシステムの採用や学年ごとのクラス編成を廃したことなどがある。学校用地の買収や建物の建設に当たっては、エディス・ゲヘープの父であったベルリンの市参事会員マックス・カッシーラーが資金を提供した。その後も彼がこの学校の後見を務めた。
学校は1920年代には国際的に注目されるようになり、1938年まではイギリスやアメリカ合衆国など海外からの教師もここで教鞭をとった。1924年から1932年にかけては、改革教育学者マーティン・ヴァーゲンシャインが、オーデンヴァルトシューレの教師陣の一員として教えていた。1934年、パウルとエディスのゲヘープ夫妻は、およそ25人の生徒と数人の教師と共にスイスに亡命し（エディス・ゲヘープはユダヤ系ドイツ人であった）、そこでエコール・ド・フマニテ（人間性の学校）という新しい学校を創設した。1939年、国家労働奉仕団（独: Reichsarbeitsdienst）が、国家社会主義の教育共同体の趣旨に反するとの理由によりオーデンヴァルトシューレの接収を宣言する。第二次世界大戦後、学校の教育システムは、大幅に改革された。1963年に学校はユネスコのモデル学校に選ばれた。

## 実情
今日、この寄宿学校は250人の定員をもち、入学した生徒たちは6人から10人程度の小さな「ファミリー」を形成して、生活を共にする。およそ120人ほどのオーデンヴァルトシューレのスタッフの約半数が授業や教育活動に従事している。その他の人々は、清掃、営繕、厨房、医療、管理などの業務に携わっている。1999年からホイットニー・スターリングがオーデンヴァルトシューレの校長に就任している。
オーデンヴァルトシューレでは、大学進学のためのアビトゥーア合格を目差すだけでなく、指物師や錠前職人などの国家試験の合格で学業を締めくくるといったことも出来るようになっている。もちろん情報技術者補や化学技術者補などの国家試験をアビトゥーア試験と平行して目差すといったこともできる。
2004年には実験棟にコンピュータ室と化学実験室が新設され、生徒たちにより一層の学習チャンスが広がった。2005年には、生徒総会とオーデンヴァルトシューレの運営会議が、2005年/2006年度には学校を全面禁煙にすることを議決した。その後、一部、校舎の隅に喫煙コーナーを残すことに落ち着いた。

## 著名な卒業生
- クラウス・マン
- エルンスト・エーリヒ・ノース（ドイツ語版）
- フェリックス・ハルトラウプ（ドイツ語版）
- ゲノ・ハルトラウプ（ドイツ語版）
- ベアテ・ウーゼ
- ダニエル・コーン＝ベンディット